# Achillea millefolium
La milenrama (Achillea millefolium), también conocida como perejil bravío o flor de la pluma, es una especie herbácea perteneciente a la familia de las compuestas (Asteraceae). Se caracteriza por unas pequeñas flores blancas las cuales se han utilizado durante siglos por sus propiedades medicinales. Aunque de origen euroasiático, hoy en día se encuentra en todos los continentes, ya que es una planta que se propaga muy fácilmente y se ha naturalizado en muchos sitios.

## Descripción
Esta planta pertenece a la familia de las asteráceas, es herbácea y de su rizoma pueden salir uno o varios tallos erectos que rara vez se ramifican.
|  | Las flores diminutas se juntan en lo que llamamos capítulos con cinco lígulas, que más o menos compactos da la sensación de ser una única flor. No todos los capítulos son heterógamos, esto es, no todas las flores son hermafroditas o tienen los dos sexos, sino que van acompañadas de otras que son unisexuales o de un único sexo. Se aprecian tanto las flores como las lígulas, se puede apreciar, aunque ésta no mide más de 3 o 4 mm (milímetros), que son tridentadas o acabadas en forma de tres dientes. Las flores diminutas del centro son flosculosas, de corola con cinco pétalos y actinomorfas |
|  | Todos los capítulos radiales forman el corimbo. Con un diámetro apreciable de entre 5 y 10 cm (centímetros). |
|  | La tercera foto muestra en detalle el involucro o cubierta que envuelve al receptáculo en el que se aprecian las brácteas en forma lanceolada y un poco ovada que lo envuelve (esa especie de escamas que rodea a las flores). Este tipo de involucro se denomina involucro plurifloro al rodear a varias flores. El fruto de la Achillea millefolium es un aquenio y carece de vilanos. |
|  | Esta planta mielícola se distingue de sus hermanas principalmente en sus hojas que llegan a medir hasta 15 cm (centímetros) de largo y centímetro y medio de ancho. Como se puede apreciar en la cuarta fotografía, las hojas se dividen en segmentos muy pronunciados que llegan prácticamente al nervio central de la hoja, estos segmentos a su vez, vuelven a dividirse. El tallo es tomentoso o con pequeños pelos enmarañados, finos y delgados que le da una sensación de terciopelo, en las hojas también se aprecian pero menos espesos.                                                                 |

## Distribución y hábitat

### Distribución
Crece principalmente en Asia y la zona mediterránea de Europa, aunque es menos abundante e incluso inexistente en el sur de Portugal. Prospera también en otros sitios de América a causa de la dispersión accidental que han hecho los humanos.

### Hábitat
De forma natural, la milenrama crece en zonas bien drenadas. Se puede encontrar en pastos, en campos cultivados o no y a menudo junto a las carreteras, en laderas de montaña y en zonas boscosas, entre los 0 y 2400 msnm, aunque prefiere altitudes inferiores a los 1500 msnm.
Aunque es una planta muy tolerante a cualquier tipo de clima, requiere unas condiciones templadas-frías. Resiste bien las heladas (hasta -15 °C). Normalmente quiere condiciones de pleno sol.
En cuanto al tipo de suelo, en general se puede decir que se adapta bien a todo tipo de suelos (ácidos o básicos, calizos, secos), siempre que estén bien drenados ya que no resiste el encharcamiento. Por lo tanto, prefiere suelos arenosos y frescos antes que suelos arcillosos y compactos. Crece bien en suelos pobres.

## Taxonomía

### Basónimo
Achillea millefolium fue descrita por Carlos Linneo y publicada en Species Plantarum 2: 899. 1753.

### Etimología
Achillea nombre genérico nombrado en honor de Aquiles. Se ha indicado también que el nombre, más específicamente, proviene de la guerra de Troya, donde Aquiles curó a muchos de sus soldados y al propio Télefo, rey de Micenas, utilizando el poder que la milenrama tiene para detener las hemorragias.
millefolium: epíteto latino que significa "con mil hojas".

### Citología
2n = 18, 36, 45, 54, 63.[cita requerida]

## Farmacología
Las flores y sumidades florales de la milenrama tienen diversos usos medicinales. Entre sus propiedades cabe destacar que es diurética, digestiva y tonificadora de la circulación sanguínea (y para la atonía en general, es decir, falta de energía). Para la mujer, esta planta es especialmente uterotónica y estrogénica; Se prescribe para dolores menstruales (dismenorrea), alteraciones de la menopausia y favorece el flujo sanguíneo al área de la pelvis o útero (emenagogo). En cuanto al uso externo, la milenrama es hemostática (detiene hemorragias) y cicatrizante, e incluso actúa contra las varices, las úlceras dérmicas, quemaduras y hemorroides.
Tiene diversos beneficios en el tracto digestivo, y se recomienda para gastritis, náuseas, vómitos, digestiones malas o dificultosas (eupéptico), falta de apetito (inapetencia), dispepsia hiposecretora, disquinesia hepatobiliar, colecistitis.
Asimismo, tiene acción antiinflamatoria, antipirética, anticonvulsivante, nematicida, virucida (particularmente, el virus de la hepatitis B), antibacteriana y antimicrobiana en general. En la sangre, reduce la presión arterial (hipotensor), disminuye la glucosa (hipoglucemiante moderado) y es eficaz contra la flebitis. Alivia los espasmos (espasmolítica o antiespasmódica) musculares y digestivos. Finalmente, también es un efectivo protector hepático y astringente, e incluso es útil para estados de ansiedad.

### Modo de empleo
Para su conservación, se dejan secar a la sombra y se guarda en tarros herméticos, lejos de la luz y la humedad. Se aprovechan solo los extremos florales del tallo. La milenrama se puede tomar en infusión, tintura, vino o jarabe:
- Se deja infusionar alrededor de un cuarto de hora, se filtra y se toma (7-8 veces diarias). Para uso externo, se hace un cocimiento concentrado, hirviendo un manojo generoso en un litro de agua por 10-15 min.
- Para una tintura, se maceran por diez días, 30 g de flores secas en 120 g de alcohol etílico 70°. Luego se toman 20-25 gotas en tisana o agua tres veces diarias. Para una tintura particular para la acción digestiva, Aldo Poletti recomienda combinar la tintura de milenrama con tintura de manzanilla romana.
- Se maceran por medio mes en vino blanco seco alrededor de 50 g de flores y sirve como bebida digestiva.
- Para el jarabe, se vierten 600 g de agua hirviendo sobre unos 100 g de flores secas desmenuzadas, dejándolo reposar por una noche. Luego se filtra el líquido, se calienta, se disuelven 1200 g de azúcar y se cuece hasta lograr la consistencia deseada

## Otros usos

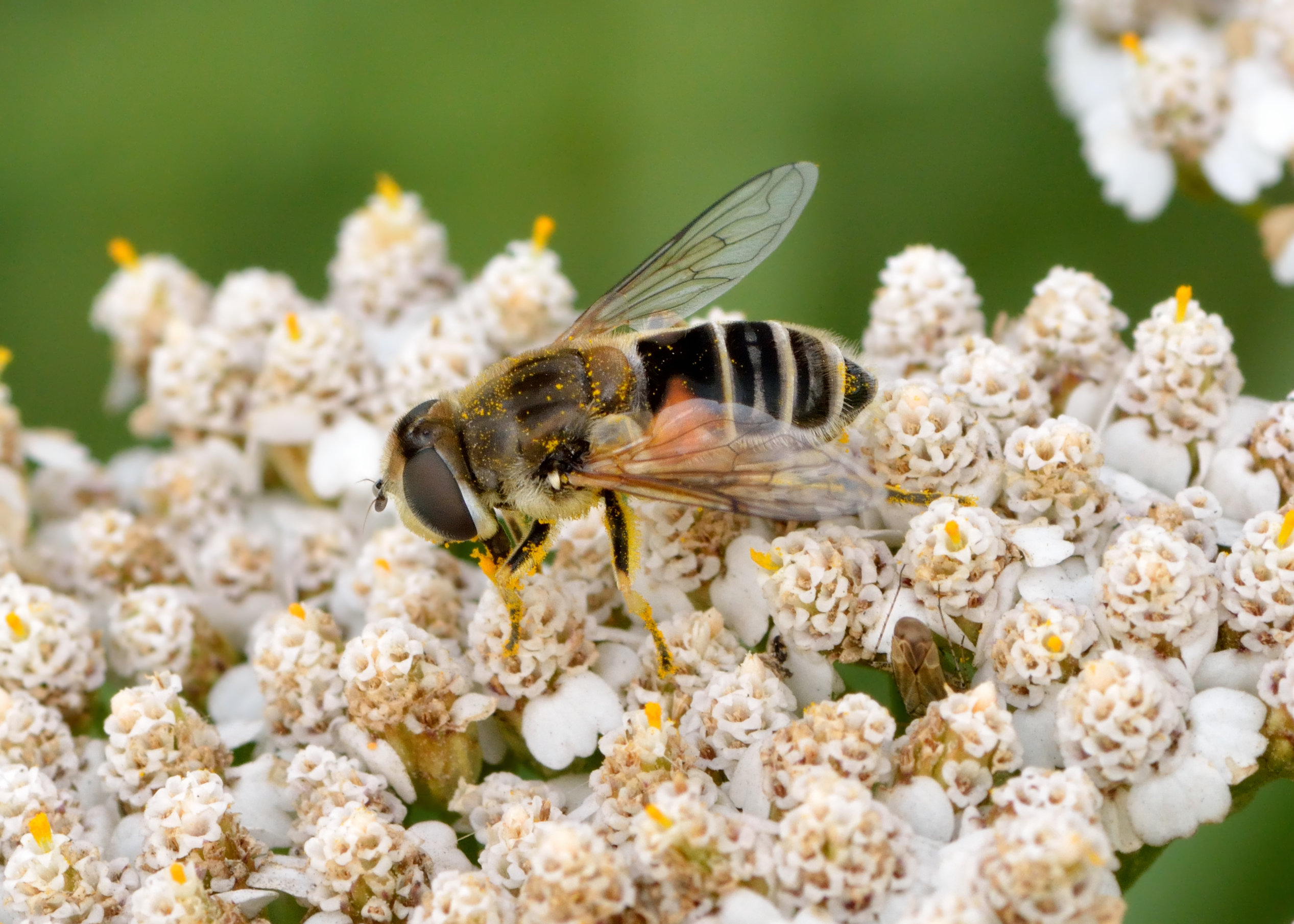
Achillea son plantas melíferas

### Jardinería
Las plantas del género Achillea son muy utilizadad en jardinería tanto por sus flores como por su olor. Especialmente utilizado en arriates con buena resistencia a los suelos pobres. Soportan bien la sequía. Se multiplican por semillas o por división de matas cada dos o tres años.

### Toxicidad
Las partes aéreas de Achillea millefolium contienen sustancias cuya ingestión puede provocar efectos adversos sobre la salud, por la presencia de monoterpenos bicíclicos en el aceite esencial de la planta fresca, la planta seca, las flores y las hojas.

### Culinario
Se cultiva por sus hojas que se consumen en ensalada o como verduras. El aceite esencial que se extrae de sus hojas y raíces se utiliza por sus propiedades medicinales. La milenrama se utiliza en la fabricación de licores por su sabor amargo, y en los países nórdicos como sucedáneo del lúpulo en la fabricación de cerveza.

### Cosmética
En perfumería, se emplea para jabones, cremas hidratantes, after-sun y dentífricos.

### Adivinación
Uno de los métodos para la lectura del I Ching (Libro de las mutaciones o Libro de los cambios) emplea el uso de tallos de milenrama.

## Terminología

### Nombre científico

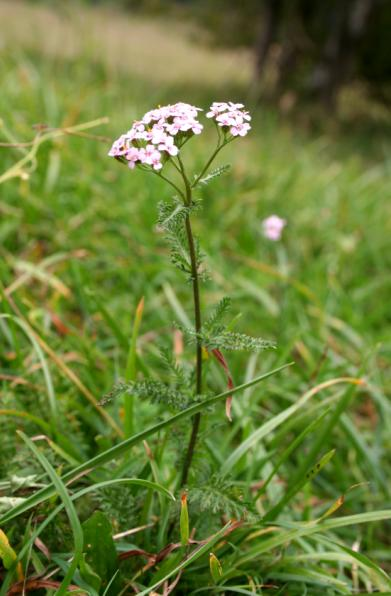
Vista de la planta

El nombre Achillea hace referencia al héroe mitológico griego Aquiles, quien se dice, usó esta planta para curar sus heridas. La segunda parte del nombre científico, millefolium, se refiere literalmente a su abundancia de hojas.
Sinonimia
- Achillea albida Willd.
- Achillea alpicola (Rydb.) Rydb.
- Achillea ambigua Boiss.
- Achillea ambigua Pollini
- Achillea anethifolia Fisch. ex Herder
- Achillea angustissima Rydb.
- Achillea arenicola A.Heller
- Achillea bicolor Wender.
- Achillea californica Pollard
- Achillea ceretanica Sennen
- Achillea compacta Lam.
- Achillea coronopifolia Willd.
- Achillea crassifolia Colla
- Achillea cristata Hort. ex DC.
- Achillea cuspidata Wall.
- Achillea dentifera Rchb.
- Achillea eradiata Piper
- Achillea fusca Rydb.
- Achillea gigantea Pollard
- Achillea gracilis Raf.
- Achillea haenkeana Tausch
- Achillea intermedia Schleich.
- Achillea lanata Lam.
- Achillea lanulosa Nutt.
- Achillea laxiflora A.Nelson
- Achillea laxiflora Pollard & Cockerell
- Achillea magna All.
- Achillea magna L.
- Achillea magna Haenke
- Achillea marginata Turcz. ex Ledeb.
- Achillea megacephala Raup
- Achillea millefolilium E.Mey.
- Achillea nabelekii Heimerl
- Achillea nigrescens (E.Mey.) Rydb.
- Achillea occidentalis (DC.) Raf. ex Rydb.
- Achillea ochroleuca Eichw.
- Achillea ossica K.Koch
- Achillea pacifica Rydb.
- Achillea palmeri Rydb.
- Achillea pecten-veneris Pollard
- Achillea pratensis Saukel & R.Länger
- Achillea pseudotanitifolia Wierzb. ex Rchb.
- Achillea puberula Rydb.
- Achillea pumila Schur
- Achillea rosea Desf.
- Achillea setacea Schwein.
- Achillea sordida (W.D.J.Koch) Dalla Torre & Sarnth.
- Achillea subalpina Greene
- Achillea subhirsuta Gilib.
- Achillea submillefolium Klokov & Krytzka
- Achillea sylvatica Becker
- Achillea tanacetifolia Mill.
- Achillea tenuifolia Salisb.
- Achillea tenuifolia var. albicaulis (C.A.Mey.) Trautv.
- Achillea tenuis Schur
- Achillea tomentosa Pursh
- Achillea virgata Hort. ex DC.
- Achillios millefoliatus St.-Lag.
- Alitubus millefolium (L.) Dulac
- Alitubus tomentosus Dulac
- Chamaemelum millefolium (L.) E.H.L.Krause
- Chamaemelum tanacetifolium (All.) E.H.L.Krause
- Chamaemelum tomentosum (L.) E.H.L.Krause[17]

### Nombre común

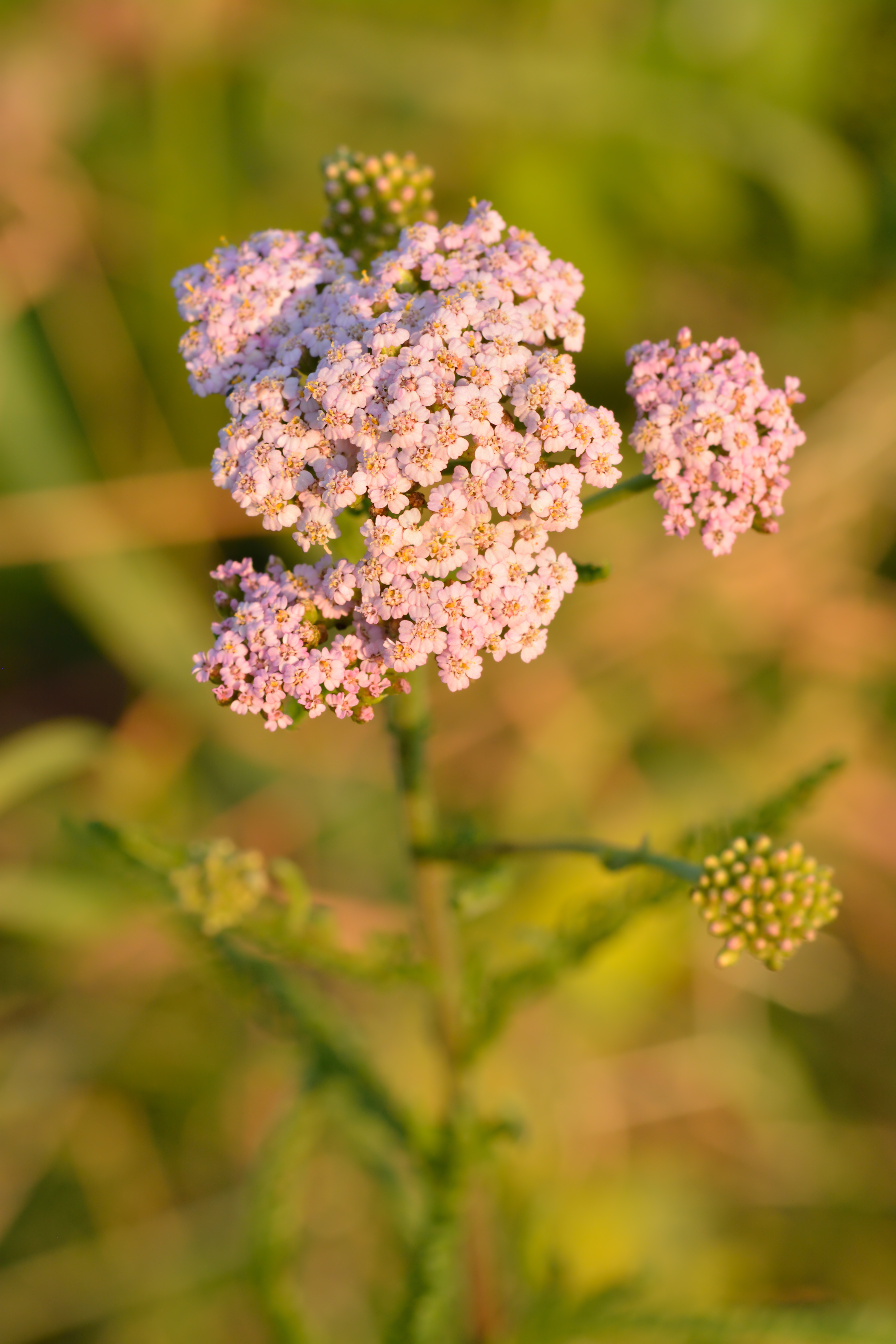
Achillea millefolium

Se la conoce como milenrama y también como cientoenrama, maquilea, espuma de la leche, hierba del carpintero, hierba de Aquiles, colchón de pobre, milefolio.
- Castellano: abrofia, ajoporro, altarreina, aquilea, artemisa bastarda, balsamina, cañimana, camomila de la sierra, camomila de monte, celestina, cientoenrama, filigrana, flor de la pluma, flor de pujo, flor del soldado, flores mil, hierba de Aquiles, hierba de las cortadas, hierba de las cortaduras, hierba de las heridas, hierba del golpe, hierba del militar, hierba de los carpinteros, hierba del soldado, hierba de San Juan, hierba meona, hinojo, manzanilla, manzanilla del Moncayo, manzanilla romana, meona, milefolio, milefolio vulgar, milenrama, milflores, milfolio, milhojas, milhojas de España, milifolio, milinrama, milinraya, milramas, milrayas, milrosas, paraguas, pelo de burro, perejil bravío, rabo de gato, real de oro, siempreverde, triaca, yerba de Aquiles, yerba de las heridas, yerba del golpe, yerba del riñón, yerba meona.[18]En Honduras se llama talquezal a la planta herbácea y rizomatosa de hasta 50 cm de altura, con flores diminutas que se juntan en capítulos con cinco lígulas; en la medicina tradicional la infusión se usa contra la tos, la indigestión y las hemorragias. (Asteraceae; Achillea millefolium).[19]